# メゾーラ
メゾーラ（伊: Mesola）は、イタリア共和国エミリア＝ロマーニャ州フェラーラ県にある、人口約6,500人の基礎自治体（コムーネ）。

## 地理

### 位置・広がり

#### 隣接コムーネ
隣接するコムーネは以下の通り。括弧内のROはロヴィーゴ県所属を示す。
- アリアーノ・ネル・ポレージネ (RO)
- コディゴーロ
- ゴーロ
- リーヴァ・デル・ポー

### 気候分類・地震分類
メゾーラにおけるイタリアの気候分類 (it) および度日は、zona E, 2269 GGである。
また、イタリアの地震リスク階級 (it) では、zona 3 (sismicità bassa) に分類される。

## 行政

### 分離集落
メゾーラには、以下の分離集落（フラツィオーネ）がある。
- Ariano Ferrarese, Bosco Mesola, Italba, Massenzatica, Monticelli, Santa Giustina, Alberazzo